# Earth First!

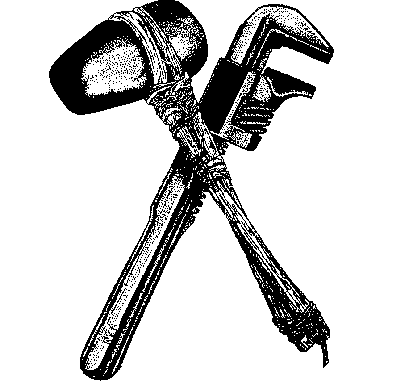

Earth First! (Земля прежде всего!) — радикальная организация по защите окружающей среды.
Группы Earth First! работают в США, Великобритании, Канаде, Австралии, Нидерландах, Бельгии, Чехии, Индии, Мексике, Франции, Германии, Новой Зеландии, Польше, Нигерии, Ирландии, Словакии, Италии, Испании и на Филиппинах.
Организована Дэйвом Форманом (р. 1946) в 1981 году. Первой акцией организации стало покрытие дамбы в Глен-Каньоне стометровым пластиковым полотном. С воздуха и большого расстояния казалось, что дамбу прорвало. Самую удачную свою кампанию Earth First! провели летом 1990-го, когда сотни активистов приковали себя к деревьям в Рэдвудском лесу и остановили таким образом лесозаготовительные работы на северо-западе тихоокеанского побережья Соединённых Штатов. Годом ранее организация сильно потеряла в глазах общественности, когда пять активистов Earth First!, включая Формана, сознались в подготовке диверсионной операции, за что им смягчили приговор. Мишенью пятёрки были атомные электростанции в Аризоне, Калифорнии и Колорадо. Вскоре после инцидента Форман отрёкся от эко-терроризма («Экотажа», как он его называл), признав насильственные методы борьбы нецелесообразными. Свои ошибки он осознал благодаря известной книге Эдварда Эбби «Банда разводного ключа», о чём и написал в брошюре «Эко-защита: Путеводитель по использованию разводного ключа». Многие экологисты, в свою очередь, отмежевались от мировоззрений Формана, когда последний заявил, что СПИД и голод в Африке стоит рассматривать как функциональное противодействие против перенаселения планеты.
В 1994-м году Earth First! вновь обрела доверие, но на этот раз не как организация, а как коалиция объединённых группировок на местах. Под знаменами Earth First! в 1994 году прошли кампании протеста против конструкции скоростной автострады в Южной Калифорнии, лесозаготовительных работ в национальном лесу (штат Айова) и строительства дамбы в Квебеке.

#### Книги
- Дэйв Форман. Исповедь эковоина, 1991.
- Мюррей Букчин, Дэйв Форман. Защищая Землю (дебаты), 1991.
- Рик Скарс. Эковоины. Радикальное движение в защиту природы, 1990.
- Эдвард Эбби. Банда гаечного ключа, 1975.

#### Статьи
- Джуди Бари. Революционная экология, 1995.
- Джуди Бари. Феминизация Earth First!, 1992.
- Джуди Бари. Беседа с Earth First! (интервью), 1991.